# Luigi Carnera
Pour les articles homonymes, voir Carnera.
Luigi Carnera (né le 14 avril 1875 à Trieste et mort le 30 juillet 1962 à Florence) était un astronome italien.

## Biographie
En début de carrière, Luigi Carnera travailla comme assistant de Max Wolf à Heidelberg en Allemagne et découvrit plusieurs astéroïdes. Il travailla en Allemagne, en Italie et en Argentine avant de retourner définitivement en Italie en 1908.
Il fut directeur de l'observatoire de Trieste à partir de 1919 ; Trieste venait juste d'être annexée à l'Italie à la suite de la Première Guerre mondiale. Il devint ensuite directeur de l'observatoire de Capodimonte à Naples à partir de 1932 jusqu'à sa retraite en 1950. En 1943 pendant la Seconde Guerre mondiale, l'observatoire fut temporairement occupé par les troupes américaines et britanniques pour y installer une station radar.
L'astéroïde (39653) Carnera a été nommé en sa mémoire.
| (466) Tisiphone | 17 janvier 1901   | avec Max Wolf |
| (469) Argentina | 20 février 1901   |               |
| (470) Kilia     | 21 avril 1901     |               |
| (472) Roma      | 11 juillet 1901   |               |
| (476) Hedwig    | 17 août 1901      |               |
| (477) Italia    | 23 août 1901      |               |
| (478) Tergeste  | 21 septembre 1901 |               |
| (479) Caprera   | 12 novembre 1901  |               |
| (480) Hansa     | 21 mai 1901       | avec Max Wolf |
| (481) Emita     | 12 février 1902   |               |
| (485) Genua     | 7 mai 1902        |               |
| (486) Cremona   | 11 mai 1902       |               |
| (487) Venetia   | 9 juillet 1902    |               |
| (488) Kreusa    | 26 juin 1902      | avec Max Wolf |
| (489) Comacina  | 2 septembre 1902  |               |
| (808) Merxia    | 11 octobre 1901   |               |